# Landkern

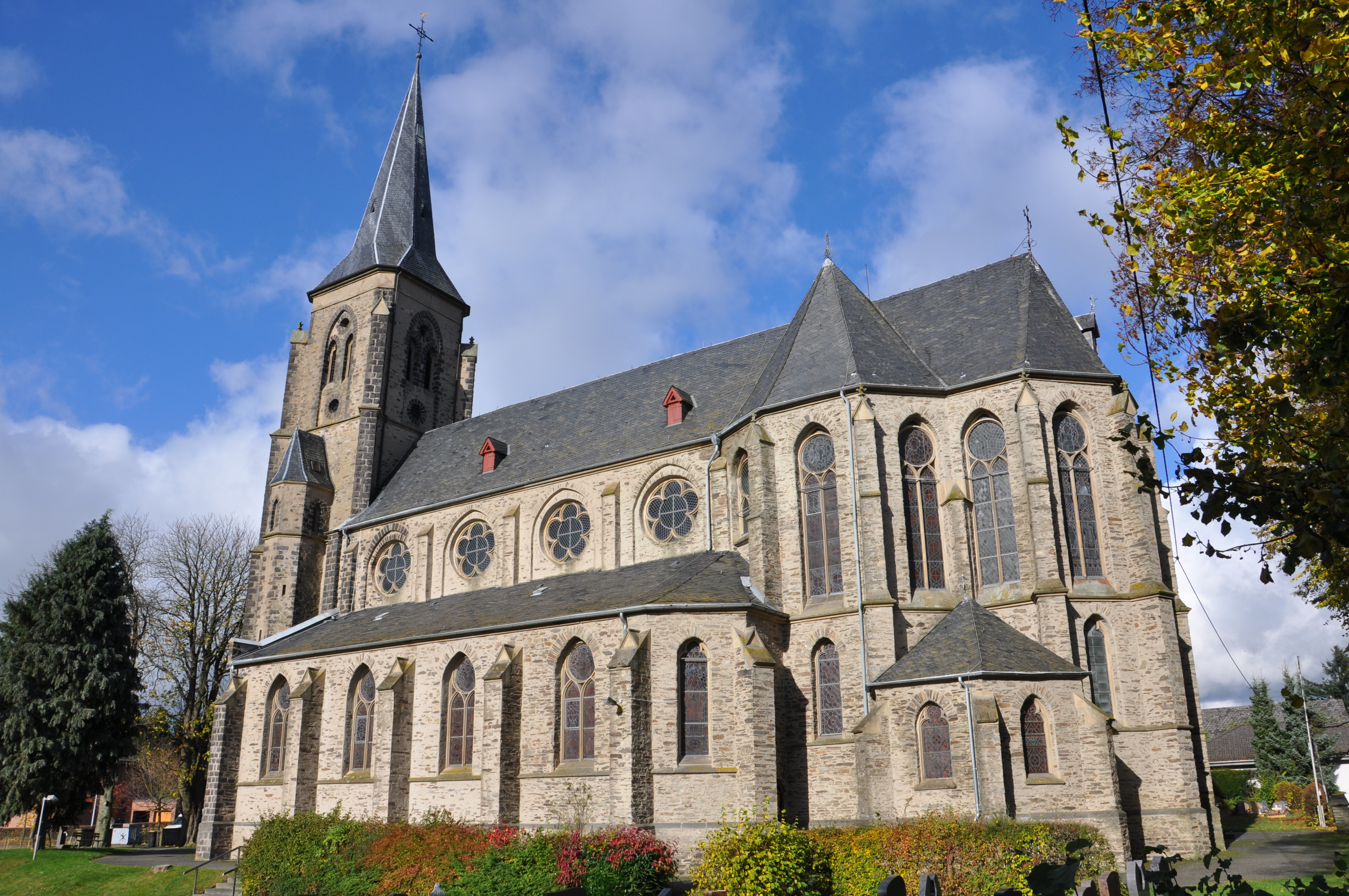
Landkern, St. Servatius

Landkern ist eine Ortsgemeinde im Landkreis Cochem-Zell in Rheinland-Pfalz. Sie gehört der Verbandsgemeinde Kaisersesch an.

## Geographie
Der Ort liegt am Ostrand des Enderttals zwischen Cochem und Kaisersesch, wenige Kilometer von der Mosel entfernt. 3,55 km² der Gemeindefläche sind bewaldet. Zu Landkern gehören auch die Wohnplätze Altes Forsthaus, Dreifaltigkeitshof, Esperhof, Jagdhaus Jettchen, Jorscheid, Neuhof, Schäferhof, die Häusergruppe Schöne Aussicht und die Siedlung am Meilenstein.
Nachbargemeinden sind Illerich im Osten und Greimersburg im Westen.

## Geschichte
Der Ort wurde zum ersten Mal (als „Kern“) 1051 urkundlich erwähnt, später wurde er „Feldkern“ genannt, seit dem 18. Jahrhundert ist die Bezeichnung „Landkern“ üblich. Seit 1512 wurde in der dortigen Kapelle die Heilige Messe gefeiert. Nach dem Trierer Feuerbuch von 1563 gab es im Ort 14 Haushalte („Feuerstellen“ mit je 7–10 Personen im Schnitt). 1620 kam es im Ort im Rahmen des Dreißigjährigen Krieges zu Plünderungen. Auch die Kriege mit Frankreich im 17./18. Jahrhundert hinterließen Verwüstungen. Seit dem 18. Jahrhundert existiert im Ort eine Schule. Ab 1794 stand Landkern unter französischer Herrschaft, 1815 wurde die Region und damit der Ort auf dem Wiener Kongress dem Königreich Preußen zugeordnet. Seit 1946 ist er Teil des damals neu gebildeten Landes Rheinland-Pfalz.
Bevölkerungsentwicklung
Im Jahre 1778 zählte man 137 Einwohner.
Die weitere Entwicklung der Einwohnerzahl von Landkern, die Werte von 1871 bis 1987 beruhen auf Volkszählungen:
| Jahr | Einwohner |
| ---- | --------- |
| 1815 | 238       |
| 1835 | 727       |
| 1871 | 536       |
| 1905 | 539       |
| 1939 | 753       |
| 1950 | 602       |

| Jahr | Einwohner |
| ---- | --------- |
| 1961 | 600       |
| 1970 | 683       |
| 1987 | 701       |
| 2005 | 896       |
| 2011 | 930       |
| 2017 | 919       |

## Politik

### Gemeinderat
Der Gemeinderat in Landkern besteht aus zwölf Ratsmitgliedern, die bei der Kommunalwahl am 9. Juni 2024 in einer personalisierten Verhältniswahl gewählt wurden, und dem ehrenamtlichen Ortsbürgermeister als Vorsitzendem.
Die Sitzverteilung im Gemeinderat:
| Wahl | FWGH a | WGK b | WGB c | FWGF d | Gesamt   |
| ---- | ------ | ----- | ----- | ------ | -------- |
| 2024 | 5      | 7     | –     | –      | 12 Sitze |
| 2019 | 5      | 2     | 3     | 2      | 12 Sitze |

### Bürgermeister
Ewald Mattes wurde am 1. Juli 2024 Ortsbürgermeister von Landkern. Bei der Direktwahl am 9. Juni 2024 hatte er sich mit einem Stimmenanteil von 52,2 % gegen den Amtsinhaber durchgesetzt.
Der Vorgänger von Ewald Mattes, Thomas Heucher, hatte das Amt 2016 übernommen. Zuvor hatte Karl-Heinz Münich das Ehrenamt Ende 2015 aus gesundheitlichen Gründen niedergelegt, nachdem er es fast 22 Jahre ausgeübt hatte.

### Wappen
| Wappen von Landkern | Blasonierung: „Schild schräg geviert: Oben in Rot ein goldener Holzschuh, vorne in Silber ein schwarzer Abtsstab, hinten eine schwarze Bärentatze in Silber, unten in grünem Feld ein goldener Kern.“ |
| Wappen von Landkern | Wappenbegründung: Der goldene Holzschuh ist das Attribut des Kirchenpatrons, des heiligen Servatius; sein Patrozinium weist bereits auf eine mittelalterliche Kapelle im Ort hin (1511). Der Abtstab deutet auf den Besitz der Brauweiler Abtei, die hier seit der Schenkung der Polenkönigin Richeza (1053) große Landgüter besaß. Bis zum Jahre 1728 gehörte der Ort zur Pfarrei und dem Hochgerichtet Klotten, in beiden Siegeln erscheint der Heilige Maximus mit dem Bären. Der goldene Kern redet für den Ortsnamen. Das grüne Feld deutet auf die noch heute betriebene Landwirtschaft hin. Die Bezirksregierung Koblenz genehmigte am 16. Juli 1980 der Gemeinde die Führung des Wappens. |

## Kultur und Sehenswürdigkeiten

### Bauwerke
Wichtigste Sehenswürdigkeit des Ortes ist die katholische St. Servatius-Kirche. Sie wurde 1859–1862 in neogotischem Stil an der Stelle einer älteren Kirche errichtet. Die Pläne lieferte der Kölner Architekt Vinzenz Statz (1819–1898).

### Kultur- und Naturdenkmale
- Liste der Kulturdenkmäler in Landkern
- Liste der Naturdenkmale in Landkern

## Wirtschaft und Infrastruktur
In der Gemeinde können nahezu alle Bedürfnisse des täglichen Bedarfs gedeckt werden, da ausreichende Einkaufsmöglichkeiten vorhanden sind.
Es besteht eine regelmäßige Busverbindung nach Cochem und Kaisersesch, wo sich auch die nächsten Bahnhöfe befinden.
Der alte Postkutschenweg von Kaisersesch nach Cochem führte über Landkern.
Die Gemeinde verfügt über eine Grundschule und einen Kindergarten.